# Grand Prix Marcel Kint 2018
La 88e édition du Grand Prix Marcel Kint a eu lieu le dimanche 20 mai 2018 autour de Zwevegem. Organisée depuis 1930, l'épreuve fait partie du calendrier UCI Europe Tour 2018. 
Le Français Nacer Bouhanni l'emporte au sprint, devant Cees Bol et Dries De Bondt.

## Présentation

### Équipes
| Équipes continentales professionnelles (6)- Wanty-Groupe Gobert - Sport Vlaanderen-Baloise - Vérandas Willems-Crelan - WB-Aqua Protect-Veranclassic - Roompot-Nederlandse Loterij - Fortuneo-Samsic Équipes continentales (13)- Tarteletto-Isorex - Cibel-Cebon - Massi-Kuwait Team - AGO-Aqua Service - T.Palm-Pôle Continental Wallon - Sovac-Natura4Ever - Differdange-Losch - Leopard - Metec-TKH Continental Cyclingteam p/b Mantel - BEAT Cycling Club - SEG Racing Academy - Lotto-Kern-Haus - Pauwels Sauzen-Vastgoedservice |
| |

### Classement général[1]
| \| Classement général \| Classement général \| Classement général \| Classement général \| Classement général \| \| Coureur \| Coureur \| Pays \| Équipe \| Temps \| \| ------------------ \| -------------------- \| ------------------ \| ------------------------------ \| ------------------ \| \| 1er \| Nacer Bouhanni \| France \| Cofidis, Solutions Crédits \| 3 h 54 min 01 s \| \| 2e \| Cees Bol \| Pays-Bas \| SEG Racing Academy \| + 0 s \| \| 3e \| Dries De Bondt \| Belgique \| Verandas Willems-Crelan \| + 0 s \| \| 4e \| Edward Planckaert \| Belgique \| Sport Vlaanderen-Baloise \| + 0 s \| \| 5e \| Tim Merlier \| Belgique \| Verandas Willems-Crelan \| + 0 s \| \| 6e \| Jan-Willem van Schip \| Pays-Bas \| Roompot-Nederlandse Loterij \| + 0 s \| \| 7e \| Jelle Mannaerts \| Belgique \| Tarteletto-Isorex \| + 0 s \| \| 8e \| Jens Adams \| Belgique \| Pauwels Sauzen-Vastgoedservice \| + 0 s \| \| 9e \| Alexander Krieger \| Allemagne \| Leopard Pro Cycling \| + 0 s \| \| 10e \| Kenneth Van Rooy \| Belgique \| Sport Vlaanderen-Baloise \| + 0 s \| |                      |           |                                |                 |
| |                      |           |                                |                 |
| Source : ProCyclingStats |                      |           |                                |                 |
| Classement général |                      |           |                                |                 |
| Coureur | Coureur              | Pays      | Équipe                         | Temps           |
| 1er | Nacer Bouhanni       | France    | Cofidis, Solutions Crédits     | 3 h 54 min 01 s |
| 2e | Cees Bol             | Pays-Bas  | SEG Racing Academy             | + 0 s           |
| 3e | Dries De Bondt       | Belgique  | Verandas Willems-Crelan        | + 0 s           |
| 4e | Edward Planckaert    | Belgique  | Sport Vlaanderen-Baloise       | + 0 s           |
| 5e | Tim Merlier          | Belgique  | Verandas Willems-Crelan        | + 0 s           |
| 6e | Jan-Willem van Schip | Pays-Bas  | Roompot-Nederlandse Loterij    | + 0 s           |
| 7e | Jelle Mannaerts      | Belgique  | Tarteletto-Isorex              | + 0 s           |
| 8e | Jens Adams           | Belgique  | Pauwels Sauzen-Vastgoedservice | + 0 s           |
| 9e | Alexander Krieger    | Allemagne | Leopard Pro Cycling            | + 0 s           |
| 10e | Kenneth Van Rooy     | Belgique  | Sport Vlaanderen-Baloise       | + 0 s           |

## UCI Europe Tour
Le Grand Prix Marcel Kint 2016 fait partie de l'UCI Europe Tour 2018 en catégorie 1.2 : les 10 meilleurs temps du classement final emportent donc de 40 à 3 points.
| Position | 1er | 2e | 3e | 4e | 5e | 6e | 7e | 8e | 9e | 10e |
| -------- | --- | -- | -- | -- | -- | -- | -- | -- | -- | --- |
| PTS UCI  | 40  | 30 | 25 | 20 | 15 | 10 | 5  | 3  | 3  | 3   |